# 11189 Rabeaton
11189 Rabeaton è un asteroide della fascia principale. Scoperto nel 1998, presenta un'orbita caratterizzata da un semiasse maggiore pari a 2,3002362 UA e da un'eccentricità di 0,1366646, inclinata di 7,38514° rispetto all'eclittica.